# Owain ap Thomas ap Rhodri
Owain ap Thomas ap Rhodri, noto anche con lo pseudonimo di Owain Lawgoch (Owain dalla Mano Rossa) o Yvain de Galles (Surrey, 1330 – Mortagne-sur-Gironde, luglio 1378), è stato un nobile gallese, capitano di ventura attivo in Francia durante la Guerra dei cent'anni.
Guidò una compagnia di ventura di gallesi contro il Regno d'Inghilterra al servizio del Regno di Francia. Come ultimo discendente diretto del Casato di Aberffraw reclamò i titoli di Principe del Galles e Re del Gwynedd.

## Biografia

### Origini
Dopo la morte di Llywelyn ap Gruffydd nel 1282, il Gwynedd, con il resto del Galles, tornò in mano agli inglesi. La figlia di Llywelyn, Gwenllian fu rinchiusa in un monastero a Sempringham, mentre i figli del suo fratello Dafydd ap Gruffydd furono tenuti nel castello di Bristol fino alla loro morte. Un altro dei fratelli di Llywelyn, Rhodri ap Gruffydd, passò molta della sua vita in Inghilterra. Dalla sua seconda moglie, Katherine, ebbe un figlio, Thomas, il padre di Owain.
Rhodri era soddisfatto di condurre una vita da proprietario terriero in Inghilterra e benché suo figlio Thomas ap Rhodri usasse i quattro leoni del Gwynedd sul suo sigillo, non avanzò pretese sulla sua eredità. Owain, il suo unico figlio, era nato nel Surrey, dove suo nonno aveva acquisito il maniero di Tatsfield. Thomas morì nel 1363 e Owain tornò nel 1365 per reclamare il suo patrimonio. Nel 1369 si trovava a prestare servizio in Francia e le sue terre nel Galles e in Inghilterra furono confiscate.

### Carriera militare
Non si conosce con certezza l'anno in cui Owain entrò al servizio del re di Francia. Secondo Froissart, combatté nel campo francese nella Battaglia di Poitiers, ma non ci sono prove a supporto di questa teoria. Di certo, però, fu al servizio dei Francesi, a capo di una compagnia di ventura, quando, terminato il periodo di tregua stabilito tra Francia e Inghilterra con il Trattato di Brétigny, le ostilità ripresero nel 1369.
La compagnia di Owain era composta da un gran numero di gallesi. Il vice-comandante era un tale Ieuan Wyn, noto ai francesi come le Poursuivant d'Amour (Colui che insegue l'amore), un discendente di Ednyfed Fychan, siniscalco del Gwynedd sotto Llywelyn il Grande. Durante il suo servizio in Francia, Owain ebbe buone relazioni con Bertrand du Guesclin e altri e ottenne il supporto
di Carlo V di Francia.
Owain servì con Bertrand du Guesclin nel Maine e nell'Angiò nel 1370, mentre nel 1371 lui e la sua compagnia erano al servizio della città di Metz.

### Pretendente al trono
I soldati e gli arcieri Gallesi che avevano combattuto per Edoardo I d'Inghilterra durante la sua invasione del Galles, divennero mercenari e offrirono i loro servigi ai re d'Inghilterra in Scozia e Francia. Tuttavia l'invasione inglese del Galles riaccese lo spirito d'indipendenza gallese e spinse molto comandanti militari come Owain a reclamare le proprie discendenze dai principi Gallesi
Nel maggio del 1372, a Parigi, Owain annunciò la sua intenzione di reclamare il trono del Galles. Salpò, quindi, da Harfleur con del denaro ottenuto da Carlo V. Owain attaccò per prima l'isola di Guernsey. Si trovava ancora lì quando Carlo gli ordinò di abbandonare la spedizione per recarsi in Castiglia per cercare navi per attaccare La Rochelle. In seguito, in quello stesso anno, Owain sconfisse una forza a anglo-guascona a Soubise, catturando Thomas Percy, I conte di Worcester e Giovanni III di Grailly. Una nuova invasione del Galles fu pianificata nel 1373, ma fu abbandonata quando Giovanni Plantageneto, I duca di Lancaster, lanciò un'offensiva. Nel 1374 combatté a Mirabeau e a Saintonge.
In 1375 Owain fu assoldato da Enguerrand VII di Coucy per aiutarlo a conquistare le terre degli Asburgo a lui dovute come nipote dell'ex-duca d'Austria. Tuttavia furono sconfitti dalle forze di Berna e dovettero abbandonare la spedizione.

### Ultimi anni e morte
Nel 1377 ci sono testimonianze che Owain stava progettando un'altra spedizione, stavolta aiutata dal Regno di Castiglia. Allarmati, gli inglesi inviarono lo scozzese Jon Lamb per assassinare Owain, che aveva avuto il compito di assediare Mortagne-sur-Gironde, nel Poitou.
Lamb si guadagnò la fiducia di Owain, di cui divenne ciambellano. Ciò gli dette l'opportunità di pugnalare a morte Owain nel luglio del 1378.
Il rotolo dell'edizione del Ministero delle Finanze datata il 4 dicembre 1378 registra "a John Lamb, uno scudiero dalla Scozia, perché ultimamente ha ucciso Owynn de Gales, un ribelle e nemico del re in Francia... £20". Owain fu sepolto nella chiesa di Saint-Léger e Ieuan Wyn assunse il comando della compagnia di ventura.
Con la morte di Owain si estinse il ramo maggiore del Casato di Aberffraw. Inoltre, nessun altro si sarebbe proclamato principe del Galles a fino Owain Glyndŵr ("Owain IV"), nel 1400. Comunque, costui non proveniva dalla casata del Gwynedd, ma da quella del Powys.